# Biecsław
Biedziesław, Biecsław, Biecław ([bʲɛˈˈd͡zʲɛswaf], [ˈbʲɛt͡sswaf], [ˈbʲɛswaf])– staropolskie imię męskie, złożone z członów Biedzie- ("zmuszać, skłaniać, zwyciężać" lub "biedzić się") od psł. *běditi i -sław ("sława"). Może ono oznaczać "tego, który nakłania lub zwycięża sławę."
Formy żeńskie: Biedziesława, Biecsława, Biecława